# 中国人民解放军火箭军后勤部
中国人民解放军火箭军后勤部，位于北京市，是中国人民解放军火箭军机关职能部门。

## 沿革
1966年7月，中国人民解放军第二炮兵部队正式成立。机关设中国人民解放军第二炮兵司令部、中国人民解放军第二炮兵政治部、中国人民解放军第二炮兵后勤部。1975年12月增设中国人民解放军第二炮兵科技部（后改称技术装备部，1998年改设装备部）。
2015年12月，在深化国防和军队改革中，成立中国人民解放军火箭军。中国人民解放军火箭军设中国人民解放军火箭军后勤部。

## 机构设置
- 财务局
- 卫生局
- 运输投送局
- 军事设施建设局
- 采购供应局

……
直属单位
- 中国人民解放军火箭军特色医学中心
- 中国人民解放军火箭军疾病预防控制中心
- 中国人民解放军火箭军峨眉疗养院

……

## 历任领导

### 中国人民解放军第二炮兵部队
| 后勤部部长 1. 刘大礼（1969年2月—1983年2月） 2. 牟璋（1983年2月—1985年7月） 3. 周友良（1985年7月—1987年10月） 4. 郭庆富 少将（1988年4月—1992年3月） 5. 刘东才 少将（1992年5月—1995年10月） 6. 谭悦新 少将（1995年10月—1999年9月） 7. 林亚溪 少将（2000年5月—2003年11月） 8. 朱法臣 少将（2003年11月—2009年12月） 9. 刘焕民 少将（2009年12月—2015年12月） 后勤部副部长 - 阎指征（1965年—1966年） - 赵云龙（1969年2月—？） - 郭维营（1969年2月—？） - 陈罗华（1972年10月—？） - 杨晓昆（1972年10月—？） - 刘化宇（1975年2月—1976年1月） - 郭庆富（？—1988年4月） - 刘东才 少将（1985年8月—1992年5月） - 孙余才 少将（1992年5月—1997年12月） - 赵致翔 少将（1993年12月—1999年7月） - 林亚溪 少将（1995年10月—2000年5月） - 马品杰 少将（2000年5月—？） - 朱法臣 少将（2000年8月—2003年11月） - 王庆厚 少将（2002年10月—？） - 王章 少将（2004年7月—？） - 王治民 少将（2004年12月—2006年12月） - 刘焕民 少将（2007年—2009年12月） - 韩云 少将（2009年—？） - 廖炳生 少将（2009年12月—？） - 徐斌 少将（？—？） - 崔振堂 少将（？—？） - 李永德 少将（？—？） - 余自农 少将（？—？） - 王元芳 少将（2012年—？） | 后勤部政治委员 1. 张星灿（1969年8月—1979年2月） 2. 白寿康（1979年2月—1980年7月） 3. 马星五（1980年7月—1983年2月） 4. 赵国福 少将（1983年2月—1990年6月） 5. 罗东进 少将（1990年6月—1997年11月） 6. 钟彦廷 少将（1997年11月—2004年7月） 7. 郭庆生 少将（2004年7月—2009年1月） 8. 吕义胜 少将（2009年1月—2010年12月） 9. 张东水 少将（2010年12月—2012年） 10. 孔繁顺 少将（2012年12月—2014年12月） 11. 孙少华 少将（2015年1月—12月） 后勤部副政治委员 - 张俊英（1970年1月—？） - 任英（1970年1月—？） …… - 王佐平 少将（2002年10月—？） - 车发顺 少将（？—？） - 辛光军 少将（2011年—？） - 郝道海 少将（2012年—？） - 朱忠良 少将（2013年—？） |

### 中国人民解放军火箭军
| 中国人民解放军火箭军后勤部部长 1. 刘焕民 少将（2015年12月—2016年5月） 2. 王启繁 少将（2016年5月—） 中国人民解放军火箭军后勤部副部长 - 姚党鼐 少将（2016年—） | 中国人民解放军火箭军后勤部政治委员 1. 孙少华 少将（2015年12月—） 中国人民解放军火箭军后勤部副政治委员 |